# Miletus paianus
Miletus paianus är en fjärilsart som beskrevs av Hans Fruhstorfer 1913. Miletus paianus ingår i släktet Miletus och familjen juvelvingar. Inga underarter finns listade i Catalogue of Life.